# 립타이드
《립타이드》(Riptide)는 1984년 1월 3일부터 1986년 4월 22일까지 NBC에서 방영된 미국의 탐정 드라마이다.
- 페리 킹, 조 페니, 톰 브레이가 주연을 맡았다.
- 베트남 전쟁 참전용사 출신인 두 친구 코디(페리 킹)와 닉(조 페니)이 컴퓨터 과학자이자 해커인 머레이(톰 브레이)를 영입해서 로스앤젤레스에 탐정 사무소를 설립한 뒤 여러가지 범죄 사건을 해결하는 내용을 다루었다.
- 대한민국에서는 KBS2 TV 한국방송에서 1985년 9월 ~ 1986년 7월까지 잠시 방영했다.
- MBC를 통해 1988년 1월부터 1989년 3월까지 방영되고 방영 이동 되고 맡기게 되었다.

## 등장인물
- 페리 킹 - 코디 앨런
- 조 페니 - 닉 라이더
- 톰 브레이 - 머레이 "보즈" 보진스키

## 한국판 성우진 (MBC)
- 박일 - 코디(페리 킹)
- 이인성 - 닉(조 페니)
- 배한성 - 머레이(톰 브레이)